# Episodi de Il maresciallo Rocca (terza stagione)
La terza stagione de Il maresciallo Rocca, trasmessa con il titolo Il maresciallo Rocca 3, è costituita da quattro episodi ed è stata trasmessa in prima visione dal 4 marzo al 25 marzo 2001 su Rai 1.
Tra le new entry di questa stagione furono Daniela Scarlatti che interpreta il sostituto procuratore Lucia Ascari e Alberto Molinari, interprete del Capitano De Santis, il quale sostituisce il Capitano Aloisi solo in questa stagione e il ritorno di Daniele Petruccioli nel ruolo di Andrea Fait fratello gemello di Antonio Fait.
| nº    | Titolo                     | Prima visione | Telespettatori | Share  | Fonte       |
| ----- | -------------------------- | ------------- | -------------- | ------ | ----------- |
| 1     | Un grido nella notte       | 4 marzo 2001  | 8 899 000      | 31,63% | [ 2 ] [ 3 ] |
| 2     | Il mistero dello scheletro | 11 marzo 2001 | 9 691 000      | 34,52% | [ 3 ] [ 4 ] |
| 3     | Crudele destino            | 18 marzo 2001 | 8 539 000      | 31,75% | [ 3 ] [ 5 ] |
| 4     | L'ultima sfida             | 25 marzo 2001 | 9 864 000      | 37,00% | [ 3 ] [ 6 ] |
| Media | Media                      | Media         | 9 248 000      | 33,72% |             |

## Un grido nella notte
- Diretto da: Giorgio Capitani
- Scritto da: Laura Toscano, Franco Marotta

### Trama
Rocca e Margherita si recano a cena dai suoceri di Giacomo e dalla futura moglie Antonella, che è incinta. Intanto, la signora Mara Vignani, figlia del noto ingegner Solari, viene rapita e i sequestratori chiedono alla famiglia come riscatto dieci miliardi per liberarla. Intanto in procura ritorna il dottor Mannino, che viene promosso Procuratore Capo, mentre come Sostituto Procuratore arriva la dottoressa Lucia Ascari. Il maresciallo Alfano, mentre esamina la telefonata del sequestratore, sente il rumore di una sega. Rocca vede sua figlia Daniela litigare con Marco. Quest'ultimo viene mandato a fare una missione in posto segreto e Daniela non ne vuole più sapere. Dopo aver discusso con Margherita, il maresciallo sospetta di Anja, cameriera della famiglia Vignani, che è salita sulla macchina di una persona sconosciuta. Attraverso il numero di targa si scopre che l'auto appartiene a Morelli, un dipendente del mobilificio. Grazie ad una intuizione di Cacciapuoti, Rocca scopre il rumore sentito nella telefonata e comincia a sospettare di Morelli. Quando raggiunge la casa del sospettato, lo trovano morto. Così il maresciallo si insospettisce ulteriormente della cameriera e insieme a Cacciapuoti si reca nella palestra frequentata dalla cameriera e dalla signora Vignani. Dai tabulati telefonici si scopre che l'ultima telefonata ricevuta dalla Vignani è quella di Claudio Bartoli, pregiudicato che aveva truffato diverse donne ricche. Intanto Elena Alecci, la migliore amica di Mara, si reca a casa dei Vignani e comunica che consegnerà lei i soldi del riscatto ai sequestratori al parcheggio della discoteca, luogo scelto per lo scambio. Giacomo parla con il padre dicendo di non essere sicuro di voler sposare Antonella perché preoccupato per il suo futuro. Rocca e Cacciapuoti rintracciano la cameriera Anja, nascosta dal suo compagno proprietario della palestra, che gli rivela che Matteo, il marito di Mara Vignani era pieno di debiti, il mobilificio stava per fallire e litigava con la moglie che sospettava che lui avesse un'amante. Visto in pessime condizioni economiche, Vignani insieme a Morelli aveva deciso di rapire proprio la moglie per spillare soldi al padre della ragazza; inoltre rivela che l'amante del marito è Elena Alecci. Rocca racconta il tutto all'ingegner Solari, sua moglie e l'avvocato. Con intuito, il padre della ragazza, che non credeva alle parole del maresciallo, si reca al mobilificio, beccando il genero con l'amica di Mara e scoprendo la complicità della donna nel sequestro. Aggredisce così il genero chiedendogli dov'è sua figlia, venendo fermato dall'intervento del maresciallo. La mattina seguente viene ritrovato vicino al fiume il corpo della donna, seppellita da Morelli dopo essere stata uccisa la stessa notte del sequestro, poi Vignani ha ucciso lo stesso Morelli per impedirgli di raccontare la verità. L'ingegner Solari perde la testa e uccide il genero con un colpo di pistola davanti a Rocca, al capitano De Santis e alla dottoressa Ascari. Alla fine Giacomo confida al padre che ci ha ripensato e ha deciso di sposare Antonella.
- Altri interpreti: Lorenzo Majnoni (Matteo Vignani), Giorgia Bongianni (Elena Alecci), Renato Mori (ingegnere Alberto Solari), Maria Pia Di Meo (Teresa Solari), Eleonora Vanni (Mara Vignani), Alvaro Piccardi (Nazzareno Morelli), Ennio Girolami (Cesare Massimini), Olimpia Di Nardo (la signora Massimini), Petra Faksova (Anja), Marco Minetti (Claudio Bartoli), Corrado Olmi (Possenti, l'avvocato dei Vignani)

## Il mistero dello scheletro
- Diretto da: Giorgio Capitani
- Scritto da: Laura Toscano, Franco Marotta

### Trama
Mentre Rocca assiste all'esibizione della banda dell'Arma dei Carabinieri a Roma, uno scheletro viene ritrovato in un casale nelle campagne viterbesi. Nel frattempo, alla stazione arriva un nuovo aggiunto: Andrea Fait, fratello di Antonio, il carabiniere assassinato cinque anni prima da una banda di trafficanti di droga (perché voleva vendicare la sua fidanzata aggredita brutalmente, perdendo anche un figlio che aspettava). Mentre la straordinaria somiglianza del nuovo arrivato col defunto fratello coglie di sorpresa quasi tutti gli agenti, Rocca scopre che lo scheletro è di un giovane militare, Marco Ansaldi, che è stato ucciso in un pestaggio da parte di alcuni suoi compagni di corso, di cui voleva denunciare episodi di nonnismo, che avevano portato un commilitone al suicidio. Il maresciallo scopre anche che uno dei due principali responsabili del pestaggio mortale, Michele Labbiati, è da poco rimasto vittima di un incidente stradale.
Labbiati, insieme a sua sorella Rosa (poi uccisa misteriosamente nel parcheggio di una discoteca, nonostante un sopralluogo degli uomini di Rocca) era il proprietario del casale nel cui terreno è stato ritrovato lo scheletro. Sua era stata infatti l'idea di seppellire il corpo di Ansaldi in quel terreno. L'altro complice, Giorgio Minardi (che aveva ucciso anche Rosa per paura che i Carabinieri scoprissero la verità), nel frattempo è diventato istruttore di nuoto e ha sposato Silvia, nuotatrice all'epoca compagna della vittima, dopo averle fatto credere che il giovane l'avesse lasciata. Rocca lo individua proprio mentre tenta di affogare la moglie nella piscina in cui i due tenevano le lezioni, avendo lei scoperto ogni cosa sull'omicidio del suo fidanzato di allora, che lei non aveva mai dimenticato. La donna viene salvata appena in tempo, ma il marito riesce a fuggire, rifugiandosi in una scuola materna, dove prende in ostaggio i piccoli alunni insieme alla loro insegnante.
Tra i bambini, ignari del pericolo, c'è proprio Tommy, figlio adottivo del maresciallo Rocca, che sopraggiunge subito dopo insieme ai colleghi e al capitano De Santis. La scuola viene circondata, ma l'uomo non si convince ad arrendersi neppure dopo l'appello della moglie, che aveva appena tentato di uccidere, e chiede ai carabinieri un'auto per fuggire. I carabinieri acconsentono, ma il malvivente, dopo aver appreso per puro caso che Tommy è figlio di Rocca, tenta di prendere il piccolo in ostaggio, per coprirsi la fuga. A questo punto la vicenda viene risolta inaspettatamente dal padre naturale di Tommy, Vito Maglione: questi, sebbene stesse ricattando Margherita, chiedendole grosse somme di denaro in cambio della rinuncia a reclamare il bambino, in un impeto di istinto paterno, si avventa contro il criminale per impedire che porti via Tommy. Nella colluttazione ha la peggio e riceve un colpo di pistola, rischiando di essere ucciso, ma il suo intervento è decisivo per consentire l'irruzione dei reparti speciali dei carabinieri, che bloccano il malvivente e liberano Tommy insieme a tutti gli altri ostaggi. Rocca può finalmente riabbracciare il figlio adottivo, e a Maglione, ferito, ma non mortalmente, dice di non sapere se arrestarlo o dargli una medaglia. Maglione assicura a Rocca di voler rinunciare ad ogni pretesa sul bambino, essendosi reso conto che Tommy si trova ormai in buone mani.
- Altri interpreti: Ludovica Modugno (Maria Ansaldi), Raffaele Buranelli (Vito Maglione), Paolo Sassanelli (Giorgio Minardi), Elisabetta Pellini (Silvia Minardi), Cecilia Luci (Rosa Labbiati), Massimo Rinaldi (Silvestro Volta), Nicola Trambusti (Luigi Occhipinti)
- Nota: Angelo Sorino e Maurizio Aiello non compaiono in questo episodio.

## Crudele destino
- Diretto da: José María Sánchez
- Scritto da: Laura Toscano, Franco Marotta

### Trama

L'esplosione dell'auto del maresciallo, con all'interno Margherita, davanti alla stazione dei Carabinieri

Il Maresciallo Rocca si trova a dover fronteggiare un'associazione mafiosa che, dalla sua base sulle coste pugliesi, gestisce un traffico d'immigrazione clandestina dall'Albania. L'episodio si apre con il viaggio di una giovane donna e di una bambina di pochi anni su un gommone. A un certo punto, uno dei due uomini sul gommone prende una pistola e si sentono degli spari. Inoltre, un ex membro di questa cosca, l'albanese Vinas, è un protetto della polizia. Si scopre che le due migranti erano sua moglie e sua figlia. Quando Vinas viene a sapere della loro morte, assetato di vendetta, si mette sulle tracce dei suoi ex "colleghi" del clan, coinvolgendo anche una prostituta, Raina, che verrà brutalmente uccisa. Per il procuratore Mannino non ci sono dubbi che a uccidere la ragazza sia stato Vinas, ma in realtà il responsabile del delitto è Toros, membro dell'organizzazione, che voleva impedire che la vittima parlasse col disperato pentito. I due componenti del gruppo mafioso che hanno ingannato Vinas (uccidendo sua moglie e sua figlia dopo avergli fatto credere di volerle aiutare a emigrare), verranno uccisi, uno da Vinas e uno dagli altri membri del clan, servitisi di lui come esca per tendere una trappola a Vinas. Questi, trovato il cadavere, si accorge troppo tardi di essere caduto in trappola e viene ucciso poco dopo. A questo punto, il capo dell'organizzazione, lo spietato boss della Sacra Corona Unita Rocco Cafiero, vedendo nei notiziari televisivi che il maresciallo è diventato troppo pericoloso per il clan, mette in atto un terribile piano. Frattanto Margherita, gelosa della dottoressa Ascari, in seguito a un malinteso pianta in asso il marito per andare a vivere con Tommy in casa della cugina. Dopo breve tempo, avrà comunque luogo la riappacificazione tra i due. Rocca, allora, per poter stare un po' di tempo con la moglie e farla tornare felice, decide di organizzare il viaggio di nozze che non avevano potuto avere. Margherita vorrebbe usare la sua auto, ma il maresciallo decide di prendere la propria, che si guasterà il giorno stesso della partenza, costringendo la coppia a ritardare il viaggio. Nel frattempo, sulla scena di un altro omicidio (quello della compagna della donna uccisa da Toros, nel frattempo arrestato), che si verifica il giorno stesso della partenza, viene mandato Rocca, che troverà un biglietto con su scritto: "Per il maresciallo Rocca". A questo punto, il maresciallo non potrebbe più partire e, molto a malincuore, si appresta a comunicarlo alla moglie. Il meccanico dell'officina dove Rocca ha portato la sua auto per la riparazione, parcheggia l'auto nella piazza davanti alla stazione dei Carabinieri. Margherita sale in auto mentre il meccanico informa Rocca di dover denunciare un'intrusione nella sua officina nella quale però non è stato rubato niente. È a questo punto che Rocca, con Tommy ancora in braccio, capisce il significato del messaggio. Lasciato il bambino, tenta di avvertire la moglie in un urlo disperato ma è troppo tardi: l'auto esplode sotto lo sguardo impotente del maresciallo.
- Altri interpreti: Giorgio Locuratolo (Vinas), Yuliya Mayarchuk (Raina), Tonino Accolla (Avvocato Sergio Mai), Stefano De Sando (Rocco Cafiero), Francesco Meoni (Bruno Vicari), Nicola Siri (Toros), Valeria Sabel (la signora Narciso), Angelica Russo (Tazy, compagna di Raina), Pierluigi Giorgio (Aurelio Vicari)
- Note: Daniele Petruccioli pur apparendo in questo episodio, il suo nome non appare durante la sigla iniziale.

## L'ultima sfida
- Diretto da: José María Sánchez
- Scritto da: Laura Toscano, Franco Marotta

### Trama
Sono passati tre mesi dalla morte di Margherita, Rocca non riesce a guardare avanti e non vuol saperne di riprendere il suo lavoro. La squadra del maresciallo è in crisi e uno dei suoi uomini, Andrea Fait, resta gravemente ferito durante un'operazione. Banti a questo punto scuote Rocca, attaccandolo, anche pesantemente, per aver deciso di smettere di lottare. Così Rocca, nonostante il grande dolore, si decide finalmente a rimettere la divisa. Ma la smania di stanare gli assassini della moglie lo porta a cadere nei falsi indizi che gli vengono gettati come esche dall'organizzazione criminale (che aveva già fatto uccidere in carcere Toros per evitare che parlasse e il pregiudicato Sabino Vanni che era stato arrestato insieme a lui nel precedente episodio) a cui dà la caccia, obbligando il capitano De Santis a sospenderlo dal servizio. Rocca non demorde e, seguendo la pista dell'anziana vicina di casa del defunto Vinas, aiutato da Cacciapuoti e dai suoi uomini, riesce a risalire al covo della banda di Cafiero in Puglia, in una località nota per gli sbarchi di clandestini in Puglia provenienti dai Balcani. Si reca allora sul posto da solo, a rischio della propria vita. Ma Cacciapuoti, fin troppo affezionato al suo superiore ed amico, informa il procuratore Mannino e il Capitano De Santis delle sue intenzioni. Così Rocca trova sul posto le forze dell'ordine pronte ad intervenire, ivi compreso il futuro genero Marco, trasferito precedentemente in Puglia. La banda di criminali viene totalmente sgominata ma durante l'operazione Rocca rimane gravemente ferito dall'uomo di Cafiero a cui Rocca in precedenza aveva sparato ferendolo mortalmente. La fuga di Cafiero durerà poco in quanto verrà arrestato da Marco, mentre Rocca viene ricoverato. Sarà l'amore del piccolo Tommy a dargli la forza di uscire dal coma. L'episodio si conclude con Rocca che viene premiato da Mannino con un encomio solenne in una cerimonia ufficiale, per aver debellato la pericolosa organizzazione criminale.
- Altri interpreti: Nicola Siri (Toros), Stefano De Sando (Rocco Cafiero), Tonino Accolla (avvocato Mai), Emanuela Rossi (Maria Canuto, compagna di Sabino Vanni), Francesco Meoni (Bruno Vicari), Valeria Sabel (la signora Narciso), Pierluigi Giorgio (Aurelio Vicari)